# Campeonato Rondoniense de Futebol de 2022
O Campeonato Rondoniense de Futebol de 2022 foi a 81.ª edição da divisão principal do campeonato Estadual de Rondônia. A competição deu ao campeão vagas para a Copa do Brasil de 2023, a Copa Verde de 2023 e a Série D de 2023.

## Regulamento
Na primeira fase, os 6 times jogam entre si em turno único, sagrando-se campeão o que somar mais pontos e classificando-se os quatro primeiros colocados para a segunda fase. A segunda fase será disputada em sistema mata-mata com jogos de ida e volta entre o 1x4 e 2x3 da primeira fase. O Campeão da Primeira Fase enfrenta o Campeão da Segunda Fase na grande final. Em caso da mesma equipe vencer as duas fases, ela é declarada campeã. Não haverá rebaixamento.
Clubes participantes da edição atual do Campeonato Rondoniense de Futebol: 2022.
| Porto Velho Porto Velho: Genus Rondoniense Porto Velho Real Ariquemes Pimentense União CacoalenseLocalização da sede dos clubes no estado. | Porto Velho Porto Velho: Genus Rondoniense Porto Velho Real Ariquemes Pimentense União CacoalenseLocalização da sede dos clubes no estado. | Porto Velho Porto Velho: Genus Rondoniense Porto Velho Real Ariquemes Pimentense União CacoalenseLocalização da sede dos clubes no estado. | Porto Velho Porto Velho: Genus Rondoniense Porto Velho Real Ariquemes Pimentense União CacoalenseLocalização da sede dos clubes no estado. | Porto Velho Porto Velho: Genus Rondoniense Porto Velho Real Ariquemes Pimentense União CacoalenseLocalização da sede dos clubes no estado. | Porto Velho Porto Velho: Genus Rondoniense Porto Velho Real Ariquemes Pimentense União CacoalenseLocalização da sede dos clubes no estado. | Porto Velho Porto Velho: Genus Rondoniense Porto Velho Real Ariquemes Pimentense União CacoalenseLocalização da sede dos clubes no estado. |
| --- | --- | --- | --- | --- | --- | --- |

## Primeira Fase
AO Porto Velho foi punido pelo TJD-RO com a perda de 6 pontos, por escalação irregular do atacante Yan Phillipe, que não cumpriu os dois jogos de suspensão a que estava submetido quando atuava pelo Rondoniense em 2021. 
Fonte: Federação de Futebol do Estado de Rondônia.

## Segunda Fase
|  | Semifinais       | Semifinais       | Semifinais | Semifinais |   |                | Final | Final | Final | Final |
|  |                  |                  |            |            |   |                |       |       |       |       |
|  | Real Ariquemes   | 1                | 2          | 3 (3)      |   |                |       |       |       |       |
|  | Porto Velho      | 2                | 1          | 3 (0)      |   |                |       |       |       |       |
|  | Porto Velho      | 2                | 1          | 3 (0)      |   | Real Ariquemes | 1     | 1     | 2     |       |
|  |                  |                  |            |            |   | Real Ariquemes | 1     | 1     | 2     |       |
|  |                  | União Cacoalense | 0          | 1          | 1 |                |       |       |       |       |
|  | União Cacoalense | União Cacoalense | 0          | 1          | 1 | 0              | 2     | 2     |       |       |
|  | União Cacoalense |                  |            |            |   | 0              | 2     | 2     |       |       |
|  | Genus            | 0                | 0          | 0          |   |                |       |       |       |       |

## Finais
Ida
| Sábado, 07 de maio | União Cacoalense | 0 – 1 | Real Ariquemes | Aglair Tonelli, Cacoal |
| 19:00              |                  |       | Edson 67'      |                        |

Volta
| Domingo, 15 de maio | Real Ariquemes  | 1 – 1 | União Cacoalense | Gentil Valério, Ariquemes |
| 15:30               | Léo Mineiro 52' |       | Fabrício 61'     |                           |

## Classificação Geral
- ^  F1. O Porto Velho foi punido pelo TJD-RO com a perda de 6 pontos, por escalação irregular do atacante Yan Phillipe, que não cumpriu os dois jogos de suspensão a que estava submetido quando atuava pelo Rondoniense em 2021..